# Martine Billard
Martine Billard (Boulogne-Billancourt, Hauts-de-Seine, 7 de octubre de 1952) es una política francesa y diputada de la Asamblea Nacional. Miembro  del Parti de Gauche, Billard se introdujo en la política en mayo de 1968 en el "comité d'acción lycéen". En 1970 se unió el movimiento feminista y se mostró activa en movimientos como el de Proelección o frente a dictaduras derechistas en Latinoamérica.

## Trayectoria
Estudió Economía en Universidad Panthéon-Assas, e hizo campaña contra movimientos ultraderechistas. Después de graduarse en economía, tuvo varios trabajos pequeños, hizo campaña contra la energía nuclear, a favor de Palestina y en contra del sionismo en la década de 1980.
En 1999 y 2000, fue elegida en el Consejo Nacional de Les Verts y devino en portavoz nacional del partido, y miembro del consejo ejecutivo de Les Verts para asuntos económicos y sociales. En 2001, fue candidata en las elecciones para el primer arrondissement y fue derrotada por un margen grande.
Como candidata de la Gauche Unie ("Izquierda Unida"), resultó elegida el 16 de junio de 2002 para el período 2002-2007 en la primera circunscripción de París, derrotando a Jean-François Legaret, alcalde del primer arrondissement (y candidato del UMP). En abril de 2005,  condenó los sucesos conocidos como "hermanos gemelos" dentro de Les Verts, así como el grupo de la causa árabe y el "Hysterics de la Liga de Defensa judía". En lo relativo al referéndum en el Tratado de una constitución para Europa,  defendió la oposición al tratado, posición contraria a la de su partido. Entre 2005 y 2006, trabajó en el proyecto de ley DADVSI.
El 8 de julio de 2009 dejó a los Verdes y en diciembre de 2009 se unió al Partido de Izquierda.

## Cargos
- 19 de junio de 1995 – 18 de marzo de 2001: Concejal del Ayuntamiento de París.